# Chi Mei Corporation
Chi Mei Corporation (cinese tradizionale: 奇美實業; cinese semplificato: 奇美实业; pinyin: Qíměi Shíyè)  è un'azienda taiwanese produttrice di materie plastiche ed elettronica.

## Storia e generalità
Viene fondata nel 1960 a Tainan da Shi Wen-long come Chi Mei Industrial Company Ltd.', e nel 1992 assume l'attuale denominazione. Produce elastomeri termoplastici, polimetilmetacrilato, polistirene e gomme sintetiche.
Attraverso la sussidiaria Chi Mei Innolux Corporation, produce pannelli LCD.